# 東杉町
東杉町（ひがしすぎちょう）は、愛知県名古屋市北区の地名。

## 歴史

### 沿革
- 1934年（昭和9年）11月1日 - 東区杉村町および大杉町の一部により、同区東杉町として成立[1]。
- 1944年（昭和19年）2月11日 - 北区成立に伴い、同区東杉町となる[1]。
- 1980年（昭和55年）11月23日 - 大杉三丁目および杉村一丁目となり、消滅[1]。